# Dischidia meleagridiflora
Dischidia meleagridiflora är en oleanderväxtart som beskrevs av Ernest Justus Schwartz. Dischidia meleagridiflora ingår i släktet Dischidia och familjen oleanderväxter. Inga underarter finns listade i Catalogue of Life.